# 닉앤쌔미
닉앤쌔미는 대한민국의 음악 그룹이다. 2017년 싱글 앨범 [Baby You Love Me ]로 데뷔했다.

## 공연
- 그랜드 민트 페스티벌 2017 (2017)
- 제14회 자라섬국제재즈페스티벌 (2017)
- KT&G 상상마당 개관 10주년 기념공연 vol.8 <솔루션스X닉앤쌔미> (2017)
- NICK&SAMMY 일본 쇼케이스 (2017)
- BIG TIME (2018)
- 케이스타 2018 코리아 뮤직 페스티벌 (2018)